# 1283
1283. је била проста година.

## Догађаји
- 3. март – Рудлански статут: Краљ Едвард I (Дугоноги) ставља Велс под директну власт након Велшких ратова (1277–1283). Он поставља шерифе и судске извршитеље за северне територије, док су јужне области остављене под контролом пограничних лордова. Енглеско право се уводи у кривичним случајевима, иако је Велшанима дозвољено да задрже своје обичајне законе у неким случајевима имовинских спорова.
- 8. јул — Руђер де Љурија, командант арагонске флоте је поразио у бици код Малте анжујску флоту која је пошла угуши побуну на Малти током Рата сицилијанске вечерње.

- Арагонски крсташки рат: Прве француске војске под краљем Филипом III Смели и његовим 14-годишњим сином Карлом од Валоа улазе у Русиљон. Оне укључују 16.000 коњаника, 17.000 самострелаца и 100.000 пешадинаца, заједно са 100 бродова у јужним француским лукама. Иако имају подршку Јакова II, владара Мајорке, локално становништво устаје против њих. Елн храбро бране арагонске трупе, али Французи окупирају град и спаљују катедралу, док је становништво масакрирано.
- 4. април – Краљ Алфонсо X (Мудри) се разбољева и умире након 32-годишње владавине у Севиљи. Наслеђује га његов 25-годишњи син Санчо IV (Храбри) који постаје владар Кастиље и Леона. У међувремену, његов нећак, Алфонсо де ла Серда, оспорава његово право на кастиљски престо. Папа Мартин IV екскомуницира Санча, ставио је анатему на његово краљевство и одбија да призна брак са његовом рођаком, краљицом Маријом де Молина.
- 5. јун – Битка у Напуљском заливу: Арагоно-сицилијанска флота (око 30 галија) предвођена адмиралом Роџером од Лаурије опкољава и поражава напуљске бродове у Напуљском заливу. Краљ Карло II (Хроми) је заробљен током битке, неорганизован, остаци напуљске флоте (између 15 и 18 галија) беже назад у Напуљ.
- 5–6. август – Битка код Мелорије: Ђеновљанска флота (око 90 галија) предвођена адмиралом Обертом Д'Оријом поражава пизанске бродове у Лигурском мору. Ово означава пад поморске моћи Пизе у Медитерану.
- Краљ Рудолф I намеће трговински ембарго Норвешкој, због тога што је последња пљачкала немачки брод. Ембарго прекида виталне залихе жита, брашна, поврћа и пива, што изазива општу глад у Норвешкој.
- Едвард I Дугоноги организује Округли сто и турнир у Нефину у Велсу. Обећава Велшанима да ће им обезбедити принца од Велса.
- Хафсидске снаге под командом Абу Хафса Умара I (полубрата Абу Исхака Ибрахима I) поново освајају Тунис и поново успостављају династију Хафсида као доминантну силу у Ифрикији. Овим се завршава бедуинска побуна (видети 1283) започета прeтходне године.
- Краљ Петар III Велики користи слабост династије Хафсид и напада острво Џерба. Арагонске снаге масакрирају становништво и окупирају острво.
- 18. мај – Јенћепинг у Шведској добија градске привилегије од краља Магнуса III.
- Петерхаус, најстарији колеџ фонд Универзитета у Кембриџу у Енглеској, основао је бискуп Хју де Балшам.
- Млетачка република почиње да кује дукат, златник који ће постати стандард европског кованог новца, наредних 600 година.
- Краљ Милутин је подигао Црква Светог Георгија на реци Серави.

## Смрти
- Бланка од Наваре, војвоткиња Бретање

- Гуљелмо Пјетро I од Вентимиље

- Јосиф I Цариградски

- Кира Марија Асенина